# Pierre Adolphe Lesson
Pierre Adolphe Lesson (Rochefort, França, 1805 — 1888) foi um médico e botânico francês.
Participou como médico-cirurgião da expedição francesa da corveta "Astrolabe" comandada pelo capitão  Jules Dumont d'Urville (1790-1842) que ocorreu entre 28 de março de 1826 e 2 de abril de 1829.
Nesta expedição foram coletados  perto de 6.000 espécimes de plantas abrangendo aproximadamente 1.600 espécies. A maior parte foi coletada e trazida por Lesson, e uma pequena parte por   Jules Dumont d'Urville e Joseph Paul Gaimard (1793–1858).
Junto com o botânico Achille Richard organizou e identificou esta coleção de plantas.